# Fregolotta
La fregolotta o sfregolotta (fregoeota o sfregoeota in veneto) è un dolce tipico della cucina trevigiana.

## Storia[2]
Come riporta Giuseppe Maffioli, specialista della gastronomia veneta, fu il forno "Zizzola" di Salvarosa a diffondere la ricetta della fregolotta. Aperto nel 1924 da Angelo Zizzola, nei primi tempi gli fu annessa anche una trattoria dove la sorella Evelina preparava il dolce secondo una ricetta imparata da una vecchia amica; quest'ultima era stata cuoca presso una famiglia nobile proprietaria di una villa lungo il Terraglio.
Assai richiesta dai clienti, fu necessario allestire un piccolo laboratorio. Negli anni seguenti cominciò a diffondersi anche altrove (per esempio nei ristoranti della rinomata catena "Toulà" di Alfredo Beltrame) e in breve tempo divenne uno dei più popolari dolci veneti, probabilmente secondo solo al pandoro.
Questo successo portò Alberto Zizzola, figlio di Angelo, ad aprire un moderno stabilimento a Fanzolo nel quale la fregolotta viene tuttora prodotta a livello industriale.

## Descrizione
La fregolotta è costituita da un amalgama di farina bianca e zucchero (500 e 150 g rispettivamente) che viene successivamente sbriciolato tra le dita inumidite con panna fresca. Le briciole (in veneto fregole, da cui il nome) vengono lasciate cadere su una teglia imburrata sino a formare un unico strato, in seguito uniformato e pareggiato con delicatezza.
Viene cotta in forno a 150 °C per essere servita fredda o tiepida, accompagnata a del vino bianco dolce.
In tempi recenti la ricetta originale è stata arricchita con altri ingredienti quali uova, burro e aromi di bacche esotiche.